# Kamienica Zygmunta Peszkowskiego w Gdyni
Kamienica Zygmunta Peszkowskiego – kamienica, mieszcząca się przy Skwerze Kościuszki 14 w Śródmieściu Gdyni.
Została zbudowana w 1928 przez jednego z ówczesnych dyrektorów Stoczni Gdańskiej, Zygmunta Peszkowskiego. W okresie międzywojennym mieścił się w niej m.in. lokal "Esplanada", następnie kino "Bajka", teatr, księgarnia Mariana Niemierkiewicza; w czasie PRL Stacja Pogotowia Ratunkowego (1950-1958), oddział Banku Handlowego, obecnie oddział Banku Millennium.